# Traité de la Meuse
Le traité de la Meuse est conclu entre la France, le Luxembourg, l'Allemagne, les Pays-Bas et la Belgique  concernant le bassin de la Meuse.

## Historique
Un premier traité a été conclu le 26 avril 1994 à Charleville-Mézières. Ce qui a donné lieu à la création de la Commission internationale de la Meuse.
Le 3 décembre 2002, les parties ont signé à Gand, un nouveau traité remplaçant celui de 1994. Il est entré en vigueur le 1er décembre 2006. Le nouveau traité donne une «directive cadre sur l'eau» (directive 2000/60/CE de la mise en œuvre du Parlement européen et du Conseil du 23 octobre 2000 portant sur la création d'un cadre d'action communautaire dans le domaine de la politique de l'eau) et vise à gérer internationalement le bassin hydrographique de la Meuse.